# Quintana (Belmonte)
Quintana es una aldea y una parroquia del concejo asturiano de Belmonte de Miranda, en España.
Tiene una superficie de 24,55 km², en la que habitan un total de 178 personas (INE 2005), repartidas entre las poblaciones de El Abango (L'Abangu), Alcedo (Alcéu), Boinás (Bueinás), Cautiella (La Coutiella), Ferredal (El Ferredal), Quintana, La Vega (La Veiga) y Villar de Tejón (Villar).
La aldea de Quintana está a unos 14,5 kilómetros de Belmonte, la capital del concejo. Se encuentra a unos 380 metros sobre el nivel del mar. Se accede a ella mediante la carretera local AS-310. En ella habitan 20 personas (2005).